# Ga trung tâm y tế đại học quốc gia Chilgok Kyungpook
Ga trung tâm y tế đại học quốc gia Chilgok Kyungpook là ga của Tàu điện ngầm Daegu tuyến 3 ở Gugu-dong, quận Buk, Daegu, Hàn Quốc.

## Liên kết
- (tiếng Hàn) Thông tin ga từ Tổng công ty đường sắt cao tốc đô thị Daegu